# Al di là della vita (film 1963)
Al di là della vita (All the Way Home) è un film del 1963, diretto da Alex Segal e basato sull'omonimo dramma di Ted Mosel, a sua volta adattamento teatrale del romanzo Una morte in famiglia di James Agee.

## Trama
Jay Follett, giovane padre di famiglia il quale abita con la moglie Mary, incinta, e il figlioletto Rufus nella città di Knoxville, nel Tennessee, viene svegliato una notte da una telefonata di suo fratello Ralph, che vive ancora nel piccolo paese di montagna dove Jay è nato e cresciuto. Ralph lo avverte che il padre è gravemente ammalato e Jay parte in piena notte in automobile per raggiungerlo. Ma quello di Ralph, nervoso e alcolizzato, era un falso allarme: sicché Jay riprende subito la via del ritorno. Durante il viaggio, un guasto fa sbandare l'auto su cui viaggia e Jay muore sul colpo. La maggior parte del film è dedicata all'effetto che questo tragico evento provoca sui familiari e su i parenti del morto.  il giorno del funerale di Jay la moglie Mary dice al figlioletto Rufus, per la prima volta, che è incinta e che fra breve il bambino potrebbe avere un fratellino o una sorellina.